# Біг-Лейк (Аляска)
Біг-Лейк (англ. Big Lake) — переписна місцевість (CDP) в США, в окрузі Матануска-Сусітна штату Аляска. Населення — 3833 особи (2020).

## Географія
Біг-Лейк розташований за координатами 61°31′19″ пн. ш. 149°58′4″ зх. д. / 61.52194° пн. ш. 149.96778° зх. д. (61.522026, -149.967886).  За даними Бюро перепису населення США в 2010 році переписна місцевість мала площу 333,46 км², з яких 300,71 км² — суходіл та 32,75 км² — водойми.

### Клімат
| Клімат : Біг-Лейк       | Клімат : Біг-Лейк | Клімат : Біг-Лейк | Клімат : Біг-Лейк | Клімат : Біг-Лейк | Клімат : Біг-Лейк | Клімат : Біг-Лейк | Клімат : Біг-Лейк | Клімат : Біг-Лейк | Клімат : Біг-Лейк | Клімат : Біг-Лейк | Клімат : Біг-Лейк | Клімат : Біг-Лейк | Клімат : Біг-Лейк |
| Показник                | Січ.              | Лют.              | Бер.              | Квіт.             | Трав.             | Черв.             | Лип.              | Серп.             | Вер.              | Жовт.             | Лист.             | Груд.             | Рік               |
| Абсолютний максимум, °C | 8,3               | 9,4               | 12,2              | 20,6              | 28,3              | 31,1              | 31,7              | 30,0              | 24,4              | 16,7              | 12,2              | 9,4               | 31,7              |
| Середній максимум, °C   | −8,9              | −4,4              | 1,7               | 8,3               | 15,6              | 20,0              | 20,6              | 18,9              | 13,3              | 3,9               | −5,6              | −7,8              | 6,3               |
| Середній мінімум, °C    | −18,9             | −16,7             | −13,3             | −5,6              | 1,1               | 6,7               | 9,4               | 7,8               | 2,2               | 0,6               | −15               | −17,2             | −4,8              |
| Абсолютний мінімум, °C  | −45,6             | −44,4             | −37,8             | −29,4             | −8,9              | −2,2              | −0,6              | −5,6              | −25,6             | −28,9             | −40               | −41,1             | −45,6             |
| Норма опадів, мм        | 30                | 24                | 18                | 21                | 23                | 33                | 55                | 96                | 96                | 75                | 39                | 43                | 553               |
| ----------------------- | ----------------- | ----------------- | ----------------- | ----------------- | ----------------- | ----------------- | ----------------- | ----------------- | ----------------- | ----------------- | ----------------- | ----------------- | ----------------- |
| Джерело:                |                   |                   |                   |                   |                   |                   |                   |                   |                   |                   |                   |                   |                   |

## Демографія
Згідно з переписом 2010 року, у переписній місцевості мешкало 3350 осіб у 1372 домогосподарствах у складі 866 родин. Густота населення становила 10 осіб/км².  Було 2780 помешкань (8/км²).
Расовий склад населення:
| - 86,1 % — білих - 7,0 % — корінних американців - 0,5 % — азіатів - 0,2 % — чорних або афроамериканців - 0,1 % — вихідців з тихоокеанських островів |

До двох чи більше рас належало 5,4 %. Частка іспаномовних становила 3,1 % від усіх жителів.
За віковим діапазоном населення розподілялося таким чином: 23,6 % — особи молодші 18 років, 65,2 % — особи у віці 18—64 років, 11,2 % — особи у віці 65 років та старші. Медіана віку мешканця становила 42,4 року. На 100 осіб жіночої статі у переписній місцевості припадало 111,0 чоловіків;  на 100 жінок у віці від 18 років та старших — 113,2 чоловіків також старших 18 років.
Середній дохід на одне домашнє господарство  становив 85 859 доларів США (медіана — 70 988), а середній дохід на одну сім'ю — 91 875 доларів (медіана — 79 261). Медіана доходів становила 60 956 доларів для чоловіків та 44 432 долари для жінок. За межею бідності перебувало 9,6 % осіб, у тому числі 16,5 % дітей у віці до 18 років та 3,9 % осіб у віці 65 років та старших.
Цивільне працевлаштоване населення становило 1517 осіб. Основні галузі зайнятості: освіта, охорона здоров'я та соціальна допомога — 20,7 %, будівництво — 16,9 %, роздрібна торгівля — 13,6 %.